# Manuel Nunes Pereira
Manoel Nunes Pereira (São Luís, 26 de junho de 1893 — Rio de Janeiro, 26 de fevereiro de 1985), também conhecido como Nunes Pereira. Filho de Manoel Nunes Pereira e de Felicidade Nunes Pereira. Foi um antropólogo e ictiólogo que viveu grande parte de sua vida em Manaus, e, posteriormente, na cidade do Rio de Janeiro, tendo viajado seguidamente ao interior da Amazônia.  Foi, ao lado de escritores como José Chevalier, Péricles de Moraes e Benjamin Lima, um dos fundadores da Academia Amazonense de Letras.
Nunes Pereira foi veterinário do Ministério da Agricultura até a sua aposentadoria e teve alguns de seus opúsculos científicos editados pela Div. de Caça e Pesca do M.A. (O pirarucu, A tartaruga verdadeira do Amazonas e O peixe-boi da Amazônia, tendo sido este último artigo científico publicado, em 1944, no Boletim do Ministério da Agricultura). Escreveu diversos livros, sendo a sua obra mais conhecida Moronguetá - um decameron indígena, conjunto monumental de pesquisas, apresentado por Thiago de Mello (dois tomos), onde constam reproduções de páginas de cartas a Nunes Pereira emanadas de cientistas sociais como Roger Bastide e Claude Lévi-Strauss.  Com esses estudiosos o antropólogo maranhense-amazonense travou contato pessoal, quando da passagem deles pelo Brasil. Carlos Drummond de Andrade escreveu, no Jornal do Brasil, uma crônica sobre o autor de Os índios maués, um dos primeiros pesquisadores mestiços brasileiros - era cafuzo, descendente de índios, negros e brancos - a obter reconhecimento científico internacional. Em São Miguel das Missões, Rio Grande do Sul, existe uma rua Nunes Pereira.

## Artigos
- "Um livro de estórias encantadas",

por Thiago de Mello, apresentação de Moronguetá, de Nunes Pereira
Num dos momentos mais turvos da vida deste País, eis um acontecimento luminoso. Luminoso e séro, e cheio de amor: Monronguêtá. Um livro de estórias encantadas. Estórias inventadas e contadas, através de séculos, pelos índios do Amazonas, recolhidas diretamente por um homem que, varando verdes e águas, consagrou quarenta anos de sua vida para realizar, com paciência e paixão, esta obra destinada a permanecer viva no tempo, pela sua alta importância cultural e também pela força de sua beleza.
Moronguêtá, ciência e magia. Livro em que viajam, em fraternal harmonia, a poesia e a ciência. A ciência vai por conta da sabedoria do autor: mestre Nunes Pereira, nome que aprendi a querer bem desde menino, quandojá o seu trabalho entre os índios e até a sua própria e mansa figura, ganhavam na ternura dos nossos barrancos, os contornos de uma estranha lenda. Nunes Pereiera, veterinário viajandeo a serviço do Ministério da Agricultura para estudar a fauna silvestrfe e aquética do Amazonas, de repente, dominado pelo fascínio da imaginação indígena, dedicou-se inteteiro aos caminhos da antropologia. Autodidata, à falta na época de cursos universitários especializados, o antigo ictiologista se fez mestre na ciência do homem, principalmente na ciência da raça. E a verdade é que se os anteriores livros seus, todos sobre assuntos da Amazônia, já atraíam a atençnão e o respeito dos modernos cientistas estrangeiros, Metraux e Lévi-Strauss por exemplo; se os seus outros trabalhosjá inscreveram o seu nome no Handbook of Ethnology, - com este admirável Moronguêtá, Nunes Pereira - rio crescido e se fazendo mar e simplesmente - um lugar entre os maiores da etnologia brasileira.
A magia do livro vai por conta da raça. Por conta do índio, no qual o autor, meio índio ele também, viu sobretudo e profundamente o homem. Não o bugre, não apenas o ser primitivo,o pré-lógico. Mas um homem, uma mulher, uma criança, sinto vontade de dizer um companheiro. Porque só assim é que Nunes Pereira quis e pôde recolher o que os índios tinham demelhor e de mais essencial e vivo: o seu pensamento, a sua imaginação, o poderoso sortilégio de sua literatura oral. E aqui estão, reunidas em acervo jamais antes conseguido, as suas lendas, mitos, tradições, fábulas e estórias. O autor estuda antes, porém, a área cultural onde as lendas floresceram: são cinco áreas, compreendendo todo o Estado do Amazonas e os territórios de Roraima e Rondônia. Estuda a fauna e a flora, o relevo e o clima, a economia e a ecologia, os antecedentes da conquista, a história e a aventura, concluindo pela situação atual dos indígenas: de como eles conversam, como moram e particularmente como amam, porque amam muito esses índios do Amazonas. Mas também conta como padecem eles nos seus choques sociais com o chamado homem civilizado; e como lutam - até mesmo eles, os companheiros índios, lá nos longes centros da mata, para resistir, em rebeldia de altiva dignidade humana, à grande praga da sociedade moderna que é a exploração do homem pelo homem.
Moronguêtá, um Decameron Indígena. Como o do florentino Boccacio, obra-prima do século XIV, este é um livro romântico, heróico, fescenino, sarcástico, burlesco, lírico e obsceno.  Moronguêtá: o dom da poesia, a riqueza erótica, a força da imaginação, trabalhados com ciência e amor por quem hoje melhor conhece os habitantes animais e vegegetais, aquáticos e terrestres do Amazonas, imenso e sofrido pedaço verde do mundo: Nunes Pereira, irmão dos índios, porque irmão do Homem. [1967]
- "Um Decameron Indígena" (Ensaio contido em Moronguetá, vol. 1, pp. XI-XIX)

por M. Cavalcanti Proença
Nunes Pereira pertence àquele pequeno grupo de pessoas que, no Brasil, pensa nos índios, sinal identificador de um extraviado idealismo, nestas horas de auto-suficiente tecnologia, com certas reacionárias tendências à tecnocracia.
Essa marca de idealismo é característica na sua inteligência e na sua obra --- EM EDIÇÃO ---
- “A partida do velho amigo” (7 de março de 1985),

por Ulysses Bittencourt (1916-1993)
Na intimidade quieta da mata, causa susto e tristeza ver de repente o raio abater árvore secular. A mesma sensação acometeu-me ante o desaparecimento, dia 26 de fevereiro, do sábio Nunes Pereira. Por sua morte a floresta amazônica ficou sem um dos seus mais altos e valiosos exemplares, um exemplar insubstituível. A metáfora pode ser antiga, mas é exata para expressar o doloroso fato.
Nascido no Maranhão, cedo ele viajou para o Amazonas e ao nosso Estado passou a dedicar quase todo o resto de sua produtiva e longa vida de intelectual, antropólogo, etnólogo e biólogo, partindo da Veterinária. Com seu jeitão boêmio, bom bebedor que foi até findar-se aos 92 anos, Manoel Nunes Pereira, na realidade, era um estudioso metódico, um pesquisador obstinado e pertinaz.  Tendo abandonado o curso de Direito, a partir daí tornou-se autodidata. Além do português, do tupi-guarani, nheengatu, dominava o inglês, o francês, o alemão e o italiano. Mantinha intercâmbio verbal ou por correspondência com os mais importantes nomes da cultura brasileira e estrangeira. Foi a síntese perfeita do homem brasileiro: branco, preto e índio. Ele mesmo dizia ter “os cabelos do português, as feições do índio e o tom de pele mulato herdado de minha mãe”. Daí ser recebido em todos os ambientes com alegria. Para exemplificar: esteve em várias tribos afastadas da “sifilização” (como ele chamava), sendo logo acolhido como sábio pajé e chamado pelos naturais de “saracura branca”. Conviveu por longos períodos com os silvícolas, alimentando-se e procedendo como um deles, o que lhe valeu um enorme repertório engraçadíssimo de episódios e de anotações de raro valor científico, aproveitadas em seus trabalhos. De vez em quando, Nunes Pereira era tema de extensas reportagens em jornais, revistas e entrevistas na televisão. Guardo três dessas reportagens de O Globo, uma de 1974 e duas outras de 1975 e 1977. Em artigo do Jornal do Brasil, disse dele Carlos Drummond de Andrade: ”Homem de ciência agudamente provido de sensibilidade e visão humanística, eis o que é o caboclo maranhense Nunes Pereira. Daí seu livro soar um som claro, alegre, sadio, jamais instalando tédio pela informação indigesta”. Membro fundador da Academia Amazonense de Letras, Nunes pertencia ainda a inúmeras outras instituições culturais e científicas. Todo esse prestígio, porém, não o afetava. Residindo em Santa Teresa, no Rio de Janeiro, por muitos anos, fazia suas viagens com módicas ajudas-de-custo pelo Ministério da Agricultura – do qual foi funcionário, recebendo daí sua modesta aposentadoria – ou comissionado pelo Governo do Amazonas, pouco mais auferindo com a venda de seus livros. Um sábio que era, morreu pobre, despojado e simples como sempre viveu, respeitado pela grandeza de sua obra e pelas cintilações de sua presença em qualquer meio. Honrou-me frequentando minha casa, como frequentou a casa de meu avô [1], a de meu pai [2], a de meus irmãos, depois também a de meu filho Flávio, com cujo filho Eduardo brincou várias vezes, somando assim uma amizade que se estendeu ao longo do tempo por cinco gerações [3].
Artigo publicado na coletânea póstuma “Patiguá”, Rio de Janeiro: Copy & Arte, 1993, pp. 114–115; apresentação de Mário Ypiranga Monteiro; desenho reproduzido na capa: Appe (Amilde Pedrosa ).
[1]	Antônio Bittencourt, ex-governador do Amazonas, autor de Memória do Município de Parintins, 2ª ed. (Manaus: Governo do Estado do Amazonas, 2001 [1924]);
[2]	Agnello Bittencourt, geógrafo, ex-prefeito de Manaus, foi um dos fundadores, em 1917, do IGHA – Instituto Geográfico e Histórico do Amazonas, autor de Corographia do Estado do Amazonas, 2ª ed. Manaus: ACA (Associação Comercial do Amazonas - Fundo Editorial, 1985 [1925]);
[3]     “Por instância do acadêmico Bernardo Cabral, proferi a oração de adeus em nome da Academia Amazonense de Letras e do Governo do Estado do Amazonas, depositando simbolicamente no túmulo de Nunes Pereira uma coroa de louros e um ramo de acácia [planta símbolo da Maçonaria], tão sua conhecida" (nota acrescentada por U.B. para a coletânea Patiguá; artigo publicado originalmente em A Crítica, de Manaus, em 7 de março de 1985).

## Trechos
- Savério Roppa (… Apresentação de "O sahiré e o marabaixo"… EM EDIÇÃO …)
- Arlindo Augusto dos Santos Porto [Nunes Pereira: o cavaleiro de todas as madrugadas do universo (biografia)
- Robério Braga
- Agnello Bittencourt
- Carlos de Araujo Lima
- Márcio Souza "A expressão amazonense"
- Selda Vale da Costa. Labirintos do saber: Nunes Pereira e as culturas amazônicas. Tese de doutorado em Ciências Sociais. São Paulo, PUC, 1997.
- Carlos Drummond de Andrade
- Theodoro Botinelly
- José de Ribamar Bessa Freire
- Simão Pessoa

Outros dados sobre Nunes Pereira
No centenário de seu nascimento foi inaugurada, no Jardim Botânico do Rio de Janeiro, uma placa de bronze cuja confecção foi providenciada pelo último secretário do cientista, o pesquisador ítalo-brasileiro Savério Roppa, sócio-correspondente do IGHA (Instituto Geográfico e Histórico do Amazonas). Na ocasião, Savério Roppa proferiu um discurso ao grupo de intelectuais, em sua maioria amazonenses, presentes, como Ulysses Bittencourt, da Academia Amazonense de Letras e cronista de A Crítica, de Manaus, Cosme Alves Neto, então conservador da Cinemateca do MAM (Museu de Arte Moderna) do Rio de Janeiro, além de membros da diretoria do Jardim Botânico. Posteriormente, a administração superior do Jardim Botânico conferiu a denominação Nunes Pereira à aléa onde se situa a placa.
Ulysses Bittencourt escreveu o artigo "A partida do velho amigo", abaixo transcrito, texto-homenagem que foi publicado no jornal A Crítica e depois veio a lume em "Patiguá", coletânea póstuma a que recorreu Samuel Benchimol em seu livro "Manáos do Amazonas - Memória empresarial, vol. 1" para descrever o tipo amazônico do "coronel de barranco" (líder do extrativismo florestal - borracha, castanha, guaraná, essências da floresta, pesca etc.  - e político regional da época áurea da borracha).  Tendo conhecido pessoalmente Wenceslau Nicolau de Mello, proprietário da região do Lago do Ayapuá (Baixo Purus) [6], citado por Benchimol como "o rei da castanha do Amazonas", Nunes Pereira incluiu as primeiras páginas da monografia "Reminiscências do Ayapuá" [6], do geógrafo amazonense Agnello Bittencourt (ex-prefeito de Manaus e autor da Corographia do Estado do Amazonas, de 1925), como anexo de "O sahiré e o marabaixo", sugerindo sua urgente publicação, acontecida efetivamente em 1966 (Rio, edição do Autor).
Cosme Alves Neto e Flávio Bittencourt organizaram uma exposição fotográfica sobre Nunes Pereira, no MAM do Rio de Janeiro, em cuja inauguração foram exibidos filmes em 16 mm, em película branco-e-preto, captados pelo antropólogo no interior do Amazonas, e um documentário de Rolando Monteiro e José Sette [7].
Arlindo Augusto dos Santos Porto, ex-presidente do IGHA, publicou um livro sobre Nunes Pereira intitulado "Nunes Pereira: o cavaleiro de todas as madrugadas do universo", título contém referência ao Clube da Madrugada de Manaus, movimento renovador da cultura e das artes no Amazonas do qual Nunes Pereira era membro. O escritor amazonense Márcio Souza refere-se à relevância científica da alentada obra "Moronguetá", editada por Ênio Silveira, em seu livro "A expressão amazonense".  O criminalista Carlos de Araujo Lima, de O Dia (Rio de Janeiro) e A Crítica (Manaus), escreveu um elogio sobre Nunes Pereira após o seu falecimento, cuja causa foi um câncer intestinal.
A Apresentação da reedição, pela Editora da Fundação Joaquim Nabuco, de Recife, de "O sahiré e o marabaixo" é de autoria de Savério Roppa. A professora e pesquisadora da Universidade Federal do Amazonas Selda Vale da Costa ocupou-se de aspectos da vida e da obra científica de Nunes Pereira em sua tese de doutoramento em Ciências Sociais, apresentada à PUC-SP em 1997.
Amigo de jornalistas, escritores e artistas como Ziraldo, Jaguar e Sérgio Cabral (pai), tornou-se Nunes Pereira conhecido do grande público ao conceder entrevista ao semanário carioca O Pasquim. Foi membro fundador do Instituto de Etnologia e Sociologia do Amazonas, do qual foi presidente, tendo deixado, sob a guarda de Savério Roppa, poemas inéditos de sua juventude (entre seus maiores amigos estavam Darcy Riberto, ex-ministro do presidente João Goulart, vice-governador do Estado do Rio de Janeiro na gestão do governador Leonel Brizola, Luiz Carlos Prestes, "O Velho" e J.G. de Araújo Jorge, o poeta e ex-deputado do PDT carioca). O general da Coluna Invicta Prestes, segundo Jorge Amado o "Cavaleiro da Esperança", lembrava que quando Nunes Pereira trabalhou como veterinário do Ministério Agricultura no Rio Grande no Norte, várias cabeças de gado foram "condenadas" por aquele técnico, que sentia afinidades com o movimento da Coluna Prestes, para que fossem destinadas, clandestinamente - e com o perigo que essa operação oferecia - para a Intendência do movimento revolucionário. Assim, parte da carne consumida pelos soldados da Coluna Invicta, em certo trecho da longa marcha, foi fornecida pelo antropólogo e ictiólogo que se solidarizava com as grandes causas populares. No acervo de Luiz Carlos Prestes está a fotografia histórica do abraço de Nunes Pereira com o Cavaleiro da Esperança, na comemoração dos 85 anos de Prestes, celebrado na quadra da Escola de Samba Unidos de Vila Isabel, no (Rio).
A segunda edição de "A Casa das Minas" foi providenciada com o apoio do ex-presidente José Sarney. Quando se referia a esse fato, o sábio maranhense-amazonense utilizava, como lembra Savério Roppa em seus escritos inéditos sobre Nunes Pereira, a máxima "Eu sou um animal grato", relativamente à atenção recebida do ex-presidente da República e atual presidente do Senado Federal, seu conterrâneo maranhense.
Em 1976, os documentaristas Rolando Monteiro e José Sette filmaram "Nunes Pereira e a Casa das Minas" [7]. O estudioso maranhense-amazonense dominava da língua geral (nheengatu). O cineasta Júlio Bressane captou imagens de Nunes Pereira no bairro de Santa Teresa, Rio (onde o sábio residia), planos visuais que, como homenagem ao ictiologista, foram incluídas num de seus filmes. O autor de Moronguetá mereceu de Carlos Drummond de Andrade uma de suas antológicas crônicas, publicada que foi no Jornal do Brasil. Várias fotografias com as quais o antropólogo ilustrou "Moronguetá" são de autoria de Silvino Santos, o pioneiro do cine-documentário do amazonas (artista luso-amazonense que filmou em 1921 no Lago do Ayapuá sequências, para o documentário clássico "No paiz das Amazonas", do extrativismo da castanha-do-Brasil e da pesca do piracuru nos lagos do Ayapuá e do Piraiauara.
Não deixou de destacar a autoria das imagens fotográficas que ilustram Moronguetá, algumas das quais do fotógrafo e cinemafista luso-amazonense Silvino Santos. O historiador amazonense Mário Ypiranga Monteiro lembrava que o cristão (e seguidor dos princípios humanitários do Marechal Rondon) autor de Moronguetá, ainda que respeitando as crenças de seus amigos e primos de segundo grau indígenas, foi, como também era o próprio Ypiranga Monteiro, irmão da Maçonaria Simbólica do Amazonas.
Em certa fase de sua vida, para que fossem preservados os restos mortais de Nimuendaju, o ictiólogo abrigou em sua residência, até que o enterro pudesse acontecer, os ossos de seu grande amigo Curt Nimuendaju, sobre quem publicou uma clássica monografia biográfica.
Foi casado com a Sra. Maria Nunes Pereira, de quem enviuvou quando estava com mais de 80 anos de idade, tendo o casal deixado numerosa prole, entre filhos, netos e bisnetos.

## Morte
Nunes Pereira faleceu no Hospital dos Servidores do Estado, no Rio de Janeiro, em 26 de fevereiro de 1985, vítima de um câncer. Está sepultado no Cemitério São Francisco Xavier, no bairro do Caju, na capital fluminense.

## Obras do autor
- A Casa das Minas: contribuição ao estudo das sobrevivências do culto dos voduns, do panteão Daomeano, no Estado do Maranhão. Sociedade Brasileira de Antropologia e Etnologia, 1947 (2.ed Petrópolis: Vozes, Rio de Janeiro, 1979)
- Moronguetá - Um Decameron Indígena. Rio de Janeiro: Civilização Brasileira, 1967. 2 vols. (Coleção Retratos do Brasil, nº 50)
- Panorama da alimentação indígena: comidas, bebidas e tóxicos na Amazônia Brasileira. Rio de Janeiro: Livraria São José, 1974
- Os índios maués. Rio de Janeiro: Organização Simões, 1954
- Curt Nimuendaju, síntese de uma vida e de uma obra, 1946
- O sahiré e o marabaixo: tradições da Amazônia. 2ª ed. Recife: Fundação Joaquim Nabuco / Ed. Massangana, 1989 (Série Estudos e Pesquisa, nº 64). Apresentação de Savério Roppa
- A Ilha de Marajó: estudo econômico-social. Rio de Janeiro: Ministério da Agricultura, 1956 (Série Estudos Brasileiros, n. 8)
- Barbosa Rodrigues: um naturalista brasileiro na Amazônia
- O pirarucu.  Rio de Janeiro: Ministério da Agricultura, Divisão de Caça e Pesca (Opúsculo)
- A tartaruga verdadeira do Amazonas (resumo informativo). Reedição. Rio de Janeiro: Ministério da Agricultura, Divisão de Caça e Pesca, 1954 (Opúsculo) ["Este livreto [A tartaruga verdadeira do Amazonas] de 17 páginas foi elaborado pelo veterinário Nunes Pereira e trata-se uma obra bastante interessante e extremamente difícil de ser encontrada nas bibliotecas e acervos públicos",

## Artigos científicos
- O peixe-boi da Amazônia (1944). Boletim do Ministério da Agricultura, Rio de Janeiro, 33(5):21-95